# Kashihara
Kashihara (jap. 橿原市, -shi, wörtlich: „Eichenebene“) ist die zweitgrößte Stadt in der japanischen Präfektur Nara. Der Name der Stadt geht auf den einstigen Regierungspalast Kashihara no Miya (橿原の宮) des ersten japanischen Kaisers Jimmu-Tennō zurück.
Das gesamte Stadtgebiet ist eben gelegen, bietet aber mit den nahegelegenen drei Bergen von Yamato, den Yamato Sanzan eine landschaftlich schöne Szenerie.

## Klima
Kashihara zeichnet sich durch heiße Sommer und kalte Winter aus. Bedingt durch seine Lage innerhalb eines Talkessels fällt dort relativ wenig Niederschlag.

## Stadtgeschichte
Im Jahre 694 wurde in dem Gebiet, wo sich die heutige Stadt ausbreitet, Japans erste großangelegte Verwaltungshauptstadt nach chinesischem Muster errichtet: Fujiwara-kyō.
Auch finden sich in Kashihara zahlreiche Shintō-Schreine, die bereits in den Anfang des 10. Jahrhunderts entstandenen Engishiki erwähnt wurden.
Die eigentliche Stadtentwicklung setzte dann während des 16. Jahrhunderts ein, als hier die Stadt Imai (今井) als unabhängige Tempelstadt um den Tempel Shōnen-ji (称念寺) herum entstand. Zur Meiji-Zeit wurde dann der Shintō-Schrein Kashihara-jingū (橿原神宮) gegründet.
Die Gemeinde Kashihara entstand am 11. Februar 1956 aus dem Zusammenschluss der Kleinstädte Yagi (八木町, -chō), Imai (今井町, -chō), Unebi (畝傍町, -chō) und der Dörfer Masuge (真菅村, -mura), Kamogimi (鴨公村, -mura) und Miminari (耳成村, -mura).

## Sehenswürdigkeiten
In Kashihara befindet sich ein bedeutendes Archäologisches Museum, das dem Archäologischen Forschungsinstitut der Präfektur Nara angegliedert ist.

## Weblinks

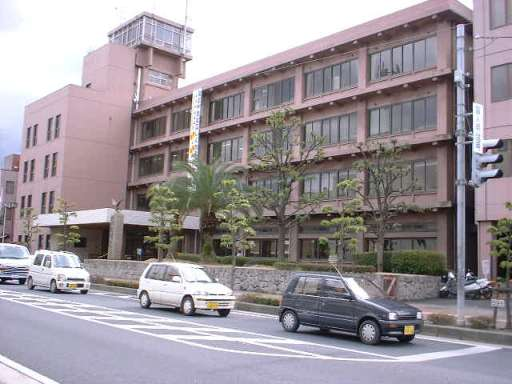
Rathaus von Kashihara

## Verkehr
- Straße
  - Keinawa-Autobahn
  - Nationalstraße 24, 165, 166, 169
- Zug
  - JR Sakurai-Linie
  - Kintetsu Ōsaka-Linie
  - Kintetsu Minamiōsaka-Linie
  - Kintetsu Kashihara-Linie
  - Kintetsu Yoshino-Linie

## Angrenzende Städte und Gemeinden
- Gose
- Sakurai
- Yamatotakada
- Asuka

## Persönlichkeiten
- Tasuku Hiraoka (* 1996), Fußballspieler
- Manabu Minami (* 1988), Fußballspieler
- Masayuki Tokutake (* 1991), Fußballspieler